# Salon du livre de Rimouski
Pour les articles homonymes, voir Salon du livre.
Le Salon du livre de Rimouski est un festival littéraire annuel ayant lieu au début du mois de novembre à Rimouski au Québec. Son objectif est de promouvoir la littérature et ses artisans dans l'est du Québec. Il accueille chaque année plus de 300 éditeurs, distributeurs, organismes et créateurs répartis dans une centaine de kiosques.

## Mission et organisation
Le Salon du Livre de Rimouski est la principale activité organisée par l'organisme sans but lucratif qui en assure la gestion. Il permet au public rimouskois de rencontrer annuellement plus de 150 auteurs provenant de la région et d'ailleurs. L'événement rassemble à Rimouski plus de 300 éditeurs qui y présentent leurs livres dans une centaine de kiosques. Le salon propose un programme d'animation, diverses activités orientées autour de la thématique maritime en tentant chaque année de conserver l'intérêt de ses visiteurs,. Chaque année le salon du livre met de l'avant un genre littéraire différent et cette thématique se réflète au niveau des activités spéciales organisées par le salon.
Le salon se déroule généralement la première fin de semaine de novembre au Centre de Congrès de Rimouski. L'objectif des dirigeants du salon est de faire en sorte que pour un week-end, l'événement attire et monopolise l'attention des médias et du public rimouskois et permettent de créer un climat et un environnement qui stimulent l'intérêt pour la lecture et le livre, et ce peu importe le genre littéraire,.

## Historique
En 1964, 19 membres des Dames de Champlain organisèrent avec la librairie rimouskoise de l'époque, Fides, une rencontre entre la population et le milieu du livre. Baptisée « Pour connaître le chemin de la librairie »,. Cette première édition est le début d'une longue tradition de la célébration du livre au Bas-Saint-Laurent. L'événement est le premier salon du livre à avoir vu le jour au Québec. En 2011, le Salon du livre de Rimouski en était à sa 46e édition au cours de laquelle la biographies était à l'honneur,. Cette 46e édition permet aussi au salon de battre son record de fréquentation en attirant 17 000 visiteurs.  

## Hommages et Prix littéraires
Chaque année, le salon du Livre de Rimouski remet les prix littéraires Arthur-Buies et Jovette-Bernier-Ville de Rimouski à des auteurs de la région.
Le prix Arthur-Buies, décerné depuis 1978, rend hommage à Arthur Buies, ce « grand communicateur qui a habité la ville de Rimouski pendant plusieurs années ». Ce prix, remis à l'ouverture du salon, reconnait la valeur de l'œuvre d'un auteur de la région du Bas-Laurent, de la Gaspésie ou des Îles de la Madeleine.
Le prix Jovette-Bernier-Ville de Rimouski, décerné depuis 1986, rend hommage à cette  « romancière, poète et journaliste native de Saint-Fabien ». Ce prix remis à l'ouverture du salon, et en collaboration avec la ville de Rimouski depuis 2007, cherche à encourager un auteur ayant publié récemment. Les auteurs admissibles à ce prix doivent aussi être originaire ou habiter le Bas-Laurent, la Gaspésie ou les Iles-de-la-Madeleine.
Le prix Madeleine-Raymond, décerné depuis 2000, rend hommage à la fondatrice du Salon du livre de Rimouski. Il reconnait et souligne le travail des bénévoles impliqués dans l'organisation et la tenue du salon.

## Jumelage Rimouski-Concarneau
Le salon du livre de Rimouski est jumelé au Festival Livre et Mer de Concarneau en Bretagne depuis 1991,. L'objectif de ce jumelage est de permettre aux deux salons de promouvoir leurs auteurs respectifs « de part et d'autre de l'Atlantique ». Il permet aussi aux deux organisations de partager leurs recherches bibliographiques et de promouvoir leur région à l'étranger. Chaque printemps, des auteurs québécois se rendent à Concarneau pour y faire la promotion du livre maritime québécois et à l'automne des auteurs français participent à l'événement rimouskois. Un volet spécialisé du salon rimouskois, l'Espace-mer permet de regrouper sur le site du salon des activités à thématiques maritime.

## Affiliation
Le Salon du livre de Rimouski est membre de l'Association québécoise des Salons du Livre, un organisme qui fait la promotion de la littérature (livre, périodique et lecture en général) au Québec et qui aide à la coordination, à la promotion et à la recherche pour les Salons du livre québécois affiliés.